# Ronde van Lombardije 1984
De Ronde van Lombardije 1984 was de 78e editie van deze eendaagse Italiaanse wielerwedstrijd die werd verreden op zaterdag 13 oktober 1984. Het parcours leidde van Milaan naar Como en ging over een afstand van 251 kilometer. 
De Fransman Bernard Hinault won door middel van een solo van tien kilometer.

## Uitslag
| Plaats  | Naam                 | Ploeg               | Tijd     |
| ------- | -------------------- | ------------------- | -------- |
| Winnaar | Bernard Hinault      | La Vie Claire       | 6u08'50" |
| 2       | Ludo Peeters         | Kwantum Hallen-Yoko | + 0'58"  |
| 3       | Teun van Vliet       | Verandalux–Dries    | z.t.     |
| 4       | Tommy Prim           | Bianchi-Piaggio     | z.t.     |
| 5       | Stephen Roche        | La Redoute          | z.t.     |
| 6       | Adrie van der Poel   | Kwantum Hallen-Yoko | z.t.     |
| 7       | Claude Criquielion   | Splendor-Marc       | + 2'27"  |
| 8       | Jørgen Vagn Pedersen | Carrera             | z.t.     |
| 9       | Emanuele Bombini     | Del Tongo           | z.t.     |
| 10      | Iñaki Gastón         | Reynolds            | z.t.     |

1905 · 1906 · 1907 · 1908 · 1909 · 1910 · 1911 · 1912 · 1913 · 1914 · 1915 · 1916 · 1917 · 1918 · 1919 · 1920 · 1921 · 1922 · 1923 · 1924 · 1925 · 1926 · 1927 · 1928 · 1929 · 1930 · 1931 · 1932 · 1933 · 1934 · 1935 · 1936 · 1937 · 1938 · 1939 · 1940 · 1941 · 1942 · 1943 · 1944 · 1945 · 1946 · 1947 · 1948 · 1949 · 1950 · 1951 · 1952 · 1953 · 1954 · 1955 · 1956 · 1957 · 1958 · 1959 · 1960 · 1961 · 1962 · 1963 · 1964 · 1965 · 1966 · 1967 · 1968 · 1969 · 1970 · 1971 · 1972 · 1973 · 1974 · 1975 · 1976 · 1977 · 1978 · 1979 · 1980 · 1981 · 1982 · 1983 · 1984 · 1985 · 1986 · 1987 · 1988 · 1989 · 1990 · 1991 · 1992 · 1993 · 1994 · 1995 · 1996 · 1997 · 1998 · 1999 · 2000 · 2001 · 2002 · 2003 · 2004 · 2005 · 2006 · 2007 · 2008 · 2009 · 2010 · 2011 · 2012 · 2013 · 2014 · 2015 · 2016 · 2017 · 2018 · 2019 · 2020 · 2021 · 2022 · 2023 · 2024 · 2025